# Eblisia tonkinense
Eblisia tonkinense är en skalbaggsart som först beskrevs av Cooman 1956.  Eblisia tonkinense ingår i släktet Eblisia och familjen stumpbaggar. Inga underarter finns listade i Catalogue of Life.